# 1173

## Събития
- Започва строителството на Наклонената кула в Пиза